# 1090 Sumida
1090 Sumida è un asteroide della fascia principale. Scoperto nel 1928, presenta un'orbita caratterizzata da un semiasse maggiore pari a 2,3598618 UA e da un'eccentricità di 0,2206946, inclinata di 21,49499° rispetto all'eclittica.
Il suo nome fa riferimento al fiume Sumida che attraversa la città di Tokyo, in Giappone.